# Sylvain Brébart
Sylvain Brébart ou Sylva Brébart est un footballeur belge né le  18 août 1886 et mort le 18 février 1943.
Il a joué 12 matches et marqué 8 buts avec l'équipe de Belgique. En club, il est attaquant au Daring Club de Bruxelles, équipe qui domine le championnat belge avant la Première Guerre mondiale.

## Palmarès
- International belge A de 1912 à 1914 (12 sélections et 8 buts marqués)
- Champion de Belgique en 1912 et 1914 avec le Daring Club de Bruxelles
- Meilleur buteur du Championnat de Belgique en 1913 (avec 31 buts)